# The Sweetest Thing
The Sweetest Thing er en amerikansk komediefilm fra 2002 instrueret af Roger Kumble og med Cameron Diaz, Christina Applegate og Selma Blair i hovedrollerne.

## Medvirkende
- Cameron Diaz som Christina Walters
- Christina Applegate som Courtney Rockcliffe
- Selma Blair som Jane Burns
- Thomas Jane som Peter Donahue
- Frank Grillo som Andy
- Jason Bateman som Roger Donahue
- Eddie McClintock som Michael
- Lillian Adams som tante Frida
- James Mangold som Dr. Greg
- Johnny Messner som Todd
- Parker Posey som Judy Webb